# 新鐵金剛之明日帝國
《明日帝国》（英語：Tomorrow Never Dies）是1997年英國間諜片，同時也是第18部詹姆斯·邦德系列电影，皮尔斯·布鲁斯南第二次出演英国秘密情報局间谍詹姆斯·邦德。影片由羅傑·史波提斯伍德执导，布鲁斯·菲尔斯坦编剧，剧情主要讲述詹姆斯·邦德试图阻止一个传媒大亨操纵世界局势并发动第三次世界大戰。
本片是制片人艾伯特·布洛克里去世后的第一部詹姆斯·邦德系列电影，由迈克尔·G·威尔森和芭芭拉·布洛柯里担任制片人，影片在结尾的字幕中向布洛克里致敬。取景地点包括法国、泰国、德国、英国和南海。《明日帝国》上映后所获评价褒贬不一，但商业上较为成功，北美票房超越了前作《黄金眼》，还得到了一座金球奖提名。电影与詹姆斯·卡梅伦的《泰坦尼克号》于同日上映，截止2013年8月，本片仍然是唯一一部上映时未登上票房榜冠军位置的「詹姆斯·邦德系列电影」。

## 剧情
英国秘密情報局派号特工詹姆斯·邦德前往俄罗斯边境的恐怖分子军火市场进行调查。通过电视，秘密情报局和英国军方认出了几个通缉犯，其中包括美国的“技术恐怖分子”亨利·古普塔（Henry Gupta），此人正在购买美国军方研制的一种全球定位系统编码器。虽然秘密情报局主管，邦德的顶头上司坚持先让007完成侦察任务，但英国海军少將罗巴克（Roebuck）还是下令向军火市场发射了导弹。这时邦德发现一架L-39信天翁上安装有两枚核鱼雷，而导弹已经飞出召回控制距离，一旦击中目标，两颗核弹也将被引爆，007最后劫持了L-39信天翁飞离军火市场，导弹随后击中了目标，一片混乱中，古普塔带着编码器逃脱。
媒体大亨艾略特·卡弗旗下拥有整个卡弗传媒网络集团（Carver Media Group Network，简称），他计划利用编码器挑起中华人民共和国和英国之间的战争，这样不但能发一笔新闻财，还有望在中国共产党高层引发政治地震，让一个更支持卡弗获得中国大陆独家播映权的新政府上台。卡弗先是干扰英国皇家海军护卫舰“德文郡号”（HMS Devonshire）的全球定位系统信号，令其以为自己还在公海，但实际上已经进入南海水域；然后他派出由斯坦伯（Stamper）指挥的隱形船使用海底鑽頭将护卫舰击沉，再自隱形船發射一枚导弹，击落其中一架前来斟查的中国空军歼7战斗机，之后再用中国人民解放军的武器杀死所有德文郡号的幸存者。最后，他的传媒集团开始大量发布“皇家海军被谋杀”的新闻，愤怒的罗巴克开始部署英国舰队前往南海打捞沉船，并有可能采取报复行动，秘密情报局只有48小时来对这一事件进行调查。
卡弗的传媒集团几乎是在事情发生后第一时间就予以了报道，这引起了和邦德的怀疑，后者前去调查，秘密情报局还发现护卫舰沉没时，卡弗传媒集团的其中一颗通訊衛星发出了一些伪装信号。邦德先是到达汉堡，发现卡弗的娇妻帕里斯（Paris）正是自己的旧情人，两人旧情复燃，激情过后，邦德获得了有助自己进入卡弗报社总部的情报，并在认识了由中国大陆政府派来调查沉船事件的林慧上校同时成功窃取了全球定位系统编码器。愤怒的卡弗下令处决帕里斯和邦德，帕里斯被杀手所杀，但邦德成功杀死了对方并逃脱。之后他潜入南海调查沉船残骸，发现其中一枚导弹不知所踪。之后邦德和林慧被斯坦伯所擒，但两人在胡志明市通过合作成功逃脱。
两人分别联络英国皇家海军和中国人民解放军空军报告卡弗的阴谋，之后又在下龍灣发现卡弗的隱形船，两人潜入该舰，试图阻止卡弗向北京发射盗取的巡航导弹。两人进入隱形船后，林慧破坏了发动机，但被卡弗的手下所擒，而邦德则抓到了古普塔作为人质，但卡弗毫不犹豫地杀死了古普塔，称他已经活得够久了。邦德引爆了之前安放的炸药，破坏了隱形船的隐形功能，皇家海军的雷达上马上发现了目标。邦德成功阻止了导弹发射，并用卡弗自己的海钻杀死了他，正当他准备摧毁弹头时，斯坦伯赶到，两人开始肉搏。最后邦德将对方困在导弹发射架上，并潜入水下救出被锁链所困、差点淹死的林慧，导弹爆炸了，卡弗的隱形船和斯坦伯全部沉入了水中。邦德与林慧在水中接吻，让前来搜寻幸存者的皇家海军舰只一圈又一圈地打转喊话。

## 演员

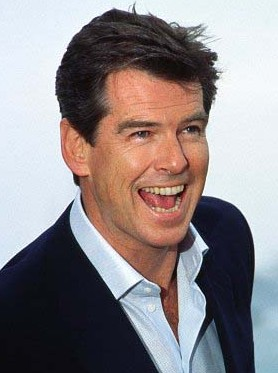
皮尔斯·布鲁斯南继《黄金眼》后第二次扮演詹姆斯·邦德

- 皮尔斯·布鲁斯南饰詹姆斯·邦德，英国秘密情報局间谍；
- 乔纳森·普雷斯饰艾略特·卡弗，片中的大反派，是个传媒大亨。这个角色是以罗伯特·麦克斯韦为原型设计[4]。他漠視生命，为了获得头条新闻无所不用其极；
- 杨紫琼饰林慧，中国人民解放军上校，邦德的盟友；
- 泰瑞·海契饰帕里斯·卡弗，邦德的旧情人，後來與艾略特結婚；
- 茱蒂·丹契饰M，邦德的顶头上司，秘密情报局主管；
- 戴斯蒙·李維林饰Q先生；
- 戈兹·奥托（英语：Götz Otto）饰理查德·斯坦伯（Richard Stamper），卡弗忠实的追随者；
- 瑞奇·杰伊（英语：Ricky Jay）饰亨利·古普塔，受雇于卡弗的美国“技术恐怖分子”。编剧布鲁斯·菲尔斯坦称自己在前往制片公司的路上经过了一家古普塔面包店，以此来给这个角色命名[5]；
- 乔·唐·贝克（英语：Joe Don Baker）饰杰克·韦德（Jack Wade），美国中央情报局联络员；
- 文森特·斯卡维利（英语：Vincent Schiavelli）饰考夫曼博士（Dr. Kaufman），卡弗手下的职业杀手；
- 萨曼莎·邦德（英语：Samantha Bond）饰曼妮潘妮小姐（Miss Moneypenny），M的秘书；
- 杰弗里·戴森·帕尔默（英语：Geoffrey Palmer (actor)）饰英国皇家海军罗巴克少將；
- 科林·萨蒙饰查尔斯·罗宾逊（Charles Robinson），秘密情報局副参谋长。
- 朱利安·费罗斯（英语：Julian Fellowes）饰英国國防大臣，他下令罗巴克派遣舰队前往南海；
- 塞西莉亚·汤姆森（英语：Cecilie Thomsen）饰英加·伯格斯坦教授（Inga Bergstrom）；
- 傑拉德·巴特勒和朱利安·莱因德-塔特（英语：Julian Rhind-Tutt）饰英國皇家海軍护卫舰德文希尔号成员；
- 迈克尔·伯恩（英语：Michael Byrne (actor)）饰凯利上将（Kelly），被派往南海的英國皇家海軍舰队指挥官。[6]

## 制作
继《黄金眼》获得成功后，新进买下米高梅公司的亿万富翁柯克·科克莱恩希望能有续集再接再厲，配合公司股票的公开发行。制片人迈克尔·G·威尔森也对前作成功后公众的期望感到担心：“你意识到这有很大的观众群，我猜你也不想拍出一部会让他们失望的电影。”这是艾伯特·布洛克里去世后的第一部邦德电影，他自这一系列作品开始时就已参与其中。为了尽快完成，电影的预算达到1.1亿美元。两位制片人本期望能说服执导《黄金眼》的马丁·坎贝尔回归导演本片，但後者的經紀人表示：“马丁实在不想连拍两部邦德电影。”1996年9月，制片人选中了羅傑·史波提斯伍德执导，后者称自己在蒂莫西·道尔顿扮演邦德的时期就曾表明愿意出任导演一职。

### 编剧
由于伊恩·佛萊明创作的所有詹姆斯·邦德小说都已经改编成了电影，所以新作品需要有一个完全原创的故事，之前的多部詹姆斯·邦德系列电影都曾遇到过同样的问题。由于长时间的纠纷，剧本创作过程一直到很晚才完成。斯波蒂伍德称米高梅于1997年1月时有一个围绕香港回归中华人民共和国的剧本，但由于电影在前一年末就要开拍，所以他们几乎必须从零开始。
剧本根据唐纳德·E·韦斯特莱克创作的前制论述编写，但在最终完成的作品里到底还有多少韦斯特莱克创作的部分仍然不明。曾参与《黄金眼》编剧工作的布鲁斯·菲尔斯坦撰写了剧本初稿，他表示自己的创作灵感来自以前做记者的经历，称他的目标是“写出某些根植于现实生活中梦魇的东西”。这份初稿之后交到了斯波蒂伍德手上加以修改。他聚集了7位身在伦敦的好莱坞剧作家集思广益，最终选择了尼古拉斯·迈耶进行改写。剧本之后还经过了小丹·皮特里（Dan Petrie, Jr.）和大卫·坎贝尔·威尔逊（David Campbell Wilson）进行了加工，最后再由菲尔斯坦加以润色，后者也是主创人员名单上唯一的一位编剧。
威尔逊表示：“电影开拍第一天的时候我们都还没有完成剧本。”皮尔斯·布鲁斯南称：“我们只有一个还有些内容无法正常运用的剧本。”《每日郵報》曾报道斯波蒂伍德与制片人之间就剧本选择上出现的争论，前者比较中意皮特里的版本，但后者在距电影开拍仅两周时重新请回菲尔斯坦加以加写。他们还称乔纳森·普雷斯和泰瑞·海契对自己的新角色不满意，所以需要对剧本进行进一步改写。电影片名受到了披頭四樂隊歌曲的影响（本片原名为）。最终的选定也属意外：原本打算从多个片名中选择一个，其中一个是（意译为“明天永远不说谎”，这个“明天”指的是片中的同名报纸），但在传真给米高梅公司的过程中出现了失误，变成了，但米高梅公司很喜欢，之后坚持要用这个片名。这也是首个与伊恩·弗莱明的任何作品都没有关联的詹姆斯·邦德系列电影片名。

### 演员选定
电影开拍时，泰瑞·海契已有3个月身孕，不过她的公关表示这并未对制作进度产生影响。海契之后对出演这个角色感到后悔，称这是个毫无个性的花瓶，让人不能从工作中得到任何成就感。女演员雪拉·渥德参加了这个角色的试镜，但未能入选，还有报道称制片人表示要是她年轻个十岁倒是会入选。最终入选的海契比渥德要年轻7岁。据布鲁斯南所说，蒙妮卡·貝露琪也参加了试镜，但“那个傻瓜拒绝了”。
艾略特·卡弗一角起初想找安東尼·霍普金斯来出演，但他也拒绝了，他之前还拒绝了《黄金眼》中的一个角色。
起初有传言声称娜塔莎·韓絲翠将出演本片的一号邦德女郎，但最终杨紫琼确认出演林慧一角。布鲁斯南给予她高度评价，称她是个“了不起的女演员”，“工作非常认真和投入”。据称杨紫琼希望能亲自上阵进行特技镜头的演出，但一来导演斯波蒂伍德认为这太危险而没有接受，二来保险公司也对此有限制。
当戈兹·奥托参加面试时，他被要求用20秒钟的时间来自我介绍，这个时候刚为电视角色而把头发剪得很短的他说：“我是大块头，我是大坏蛋，我是个秃头，我还是个德国人。”这句话只用了5秒钟。

### 拍摄

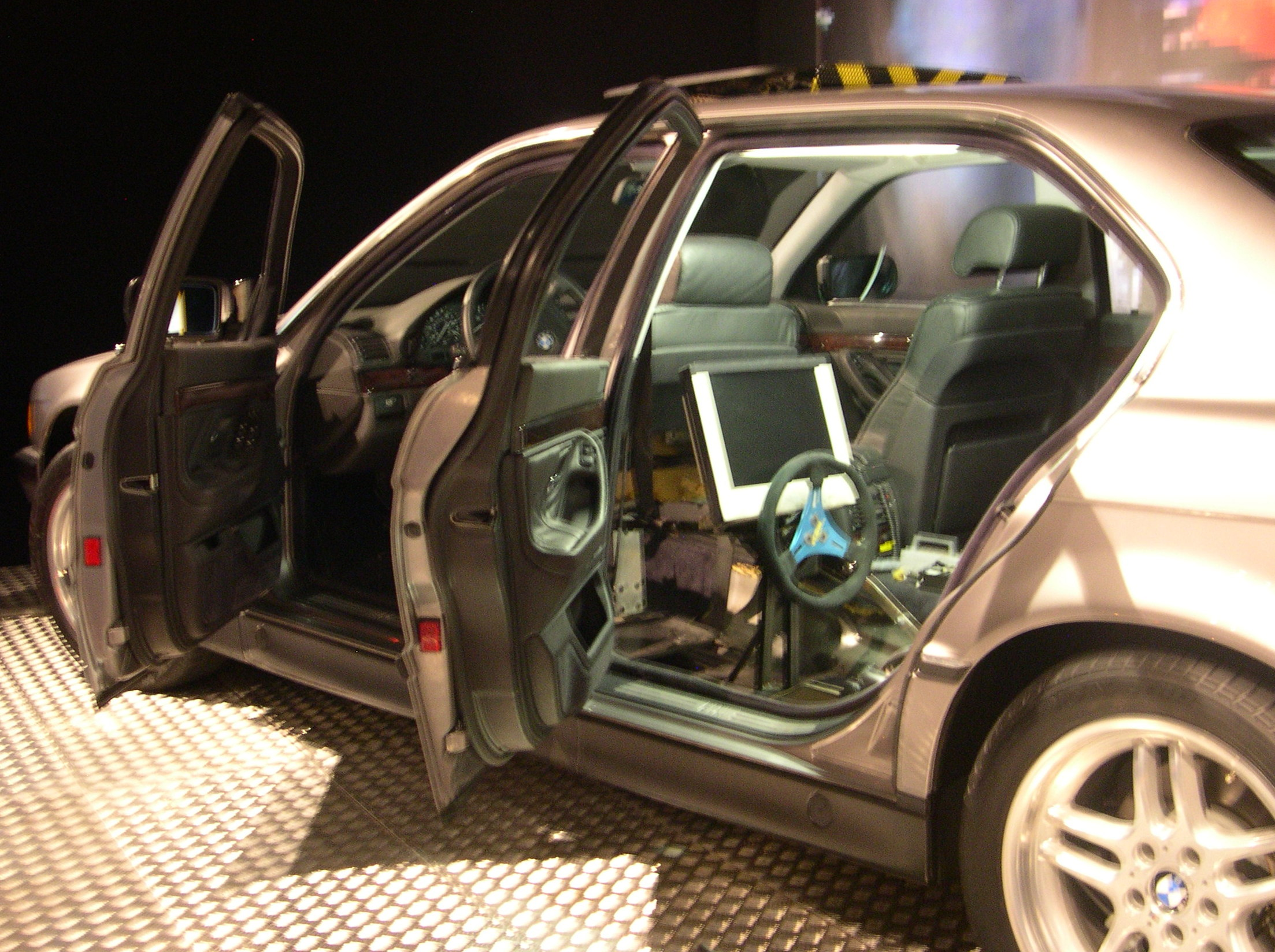
一辆经过改装，在后座装有方向盘的BMW 7系列轿车在纽伦堡一家博物馆展出

1997年1月18日，维克·阿姆斯特朗带领第二组摄制人员开始进行拍摄工作，他们先是在法国比利牛斯的一个机场摄制电影片名出现前的桥段，再前往朴次茅斯拍摄英國皇家海軍准备与中华人民共和国开战的场景。而主要剧组人员所在的第一组直到4月1日才开始主体拍摄工作。他们之前曾为拍摄《黄金眼》而在一个废弃的劳斯莱斯工厂建成了一个制片厂，但由于这里已由摄制《星際大戰首部曲：威脅潛伏》的乔治·卢卡斯占用，所以剧组只能到附近找到另一处废弃的工业用地新建片場系統。他们还动用了松林制片厂的007片场。片中邦德在一个“南海美国空军基地”交还全球定位系统编码器的镜头实际上是在英国境内的一个美国空军基地取景，这里停有F15E、F15C/D战斗机和HH-60G武装直升机。片中出现的MH-53直升機由派駐英国米登霍爾皇家空軍基地的美國空軍第352特戰聯隊派出。部分镜头计划在越南胡志明市摄制，并且已经获得签证。然而到了开拍前两个月签证突然遭撤消，剧组于是只能改道泰国曼谷。邦德的发言人戈登·阿内尔声称越南政府对剧组需要使用烟火制造术感到不满，而越南政府官方则表示这是因为“许多复杂的原因”。之前曾由詹姆斯·邦德系列电影取过景的地点中，有两处在本片拍摄过程中启用过，一个是用来拍摄布鲁斯南和海契激情戏的斯托克公园俱乐部，《鐵金剛大戰金手指》曾在此取景；另一处是片中搜寻卡弗隐身舰的一个接近泰国普吉府的小岛，《鐵金剛大戰金槍客》也曾在这里进行拍摄。
斯波蒂伍德试图在动作戏中加以创新。由于《黄金眼》中已经有过一段闹市区的坦克追逐战，因此导演觉得自己也没法再找到更大的地面交通工具了。于是片中就设计了一段邦德和林慧乘坐摩托车的追逐戏。另一处创新是片中可以摇控驾驶的轿车，前座上没有司机。这实际上是对一辆BMW 7系列进行改装，把方向盘等控制设备装在后座来实现的。这段BMW 750i的追车戏花了3个星期才拍摄成功，剧组用布伦特十字的停车场来模拟汉堡，不过追车镜头时最后的一跃倒的确是在汉堡拍的。拍摄一个需要烧毁三辆车的镜头时产生的烟比之前的预期要大，导致多位不明真相的群众报了火警。摄影师以向上的角度来拍摄特技演员进行高海拔军事跳伞的镜头，形成一种演员直到接近水面时才打开降落伞的错觉效果。
电影拍摄期间，有媒体报道称片场出现了一些争端。《每日郵報》在报道指导演斯波蒂伍德和编剧菲尔斯坦已形成僵局，多位剧组成员威胁要辞职，其中一人说道：“邦德所代表的所有喜悦和团队精神已经全部消失了。”但布鲁斯南否认了这一点，他说：“这也不过就是场讨价还价的老把戏罢了。”斯波蒂伍德则表示：“一切都搞掂了，没出什么大事儿。”斯波蒂伍德没有回归执导下一部邦德片，他表示制片人有作出邀请，但他实在有些太累了。布鲁斯南和海契在拍摄期间存在冲突，因为后者迟了一天才来到片场。不过之后布鲁斯南得知原来海契是因怀孕而导致迟到后，他向对方道了歉。
《明日帝国》是邦德首次使用瓦爾特P99手槍作为随身武器，取代了之前使用的瓦爾特PP手槍。

### 音乐
在之前为多部詹姆斯·邦德系列电影作曲的多产作曲家约翰·巴瑞推荐下，芭芭拉·布洛柯里选择了大衛·阿諾德来为《明日帝国》创作配乐。阿诺德称自己将以现代方法来创作古典配乐，把铁克诺音乐与巴瑞创作的经典邦德音乐相结合，他特别借用了巴瑞为《鐵金剛勇破間諜網》创作的音乐。全文所有乐曲的创作花费了约6个月时间，其中包括阿诺德在收到剪辑好的电影片段后再对之前创作的曲目进行修改。片中室内追车桥段的音乐由乐队和阿诺德合作编写，他们之前已经在另一张唱片中合作过。
电影主题曲是在12份作品中选择的，其中包括果漿樂團、雪瑞兒·可洛和大卫·阿诺德的创作。最后可洛的歌曲获选成为片头主题曲，而阿诺德创作，凱蒂蓮表演的则成为片尾曲，其旋律在电影多处反复出现。电影原声带于1997年11月25日发行，其中包含15首曲目，全长52分54秒，唱片获得了评论家的好评，网站的克里斯蒂安·克莱门森（Christian Clemmensen）形容这是“对整个邦德系列的一次精彩致敬”。
曲目列表：
1. 4:47
2. 8:30
3. 7:07
4. 3:08
5. 3:30
6. 1:55
7. 1:34
8. 2:52
9. 1:26
10. 2:26
11. 1:17
12. 3:37
13. 4:37
14. 2:56
15. 3:12

## 发行和迴響
《明日帝国》于1997年12月9日在萊斯特廣場的欧德翁（The Odeon）电影院举行了首映式，之后还在伊恩·佛莱明原著出版商乔纳森·凯普的故乡贝德福德广场举办了首映式后的聚会。影片从12月12日起在英国和冰岛全面上映，并在之后这个星期里开始在其他多个国家发行。电影于12月16日在美国的2807家电影院上映，首周进账2514万3007美元，平均每家电影院8957美元，名列票房榜亚军位置，仅次于《泰坦尼克号》，最终美国的票房收入为1亿2530万4276美元，其他国家2亿770万6792美元，全球总收入3亿3301万1068美元，从美国票房来看超越了收入1亿642万9941美元的前作《黄金眼》，但全球票房仍然不及后者的3亿5219万4034美元。
影片获得的评价褒贬不一，根据烂蕃茄上收集的63篇专业评论文章，其中有36篇给出了“新鲜”的正面评价，“新鲜度”为57%，平均得分6（最高为10）。而在Metacritic上收集的21份评论中，有8篇给出好评，1篇差评，12篇褒贬不一，平均得分56（最高100）。《芝加哥太陽報》的罗杰·埃伯特给予影片三星的评价（最高四星），称《明日帝国》没有让人失望，是一部很有风格，时常让人感到兴奋的作品，电影中的恶棍与往常相比更现代，也更可信，与前作相比增加了一些更微妙的讽刺效果。詹姆斯·伯拉迪尼形容这是“多年来最出色的邦德片”，称布鲁斯南在角色中表现出了与康纳利非常类似的一种风流倜傥的自信。不过，《洛杉磯時報》的肯尼斯·图兰觉得《明日帝国》多处透出一种平庸感，与前作相比存在较大程度的雷同。网站的查尔斯·泰勒（Charles Taylor）批评电影就是一段平淡无奇，毫无特色的恋情。
由雪瑞兒·可洛演唱的同名主题歌获得了第55届金球奖最佳电影原创歌曲奖提名，还赢得了葛萊美獎最佳专为电影或电视创作歌曲奖。影片获得了4项土星獎提名，其中布鲁斯南最终在男演员奖上胜出。电影还获得了金卷轴奖外国长片类最佳音效剪辑奖和广播音乐公司电影音乐奖。
电影在英国发行时，有多段涉及暴力和武术装备的镜头被剪，还减轻了音响效果的冲压力，希望可以获得一个更宽松的评级来提高票房收入，之后发行的录像带和DVD为了保持这一评级又作了进一步删减。这些改动之后都在英国发行的旗舰版DVD中得到恢复，不过其评级也相应受到调整。

## 相關

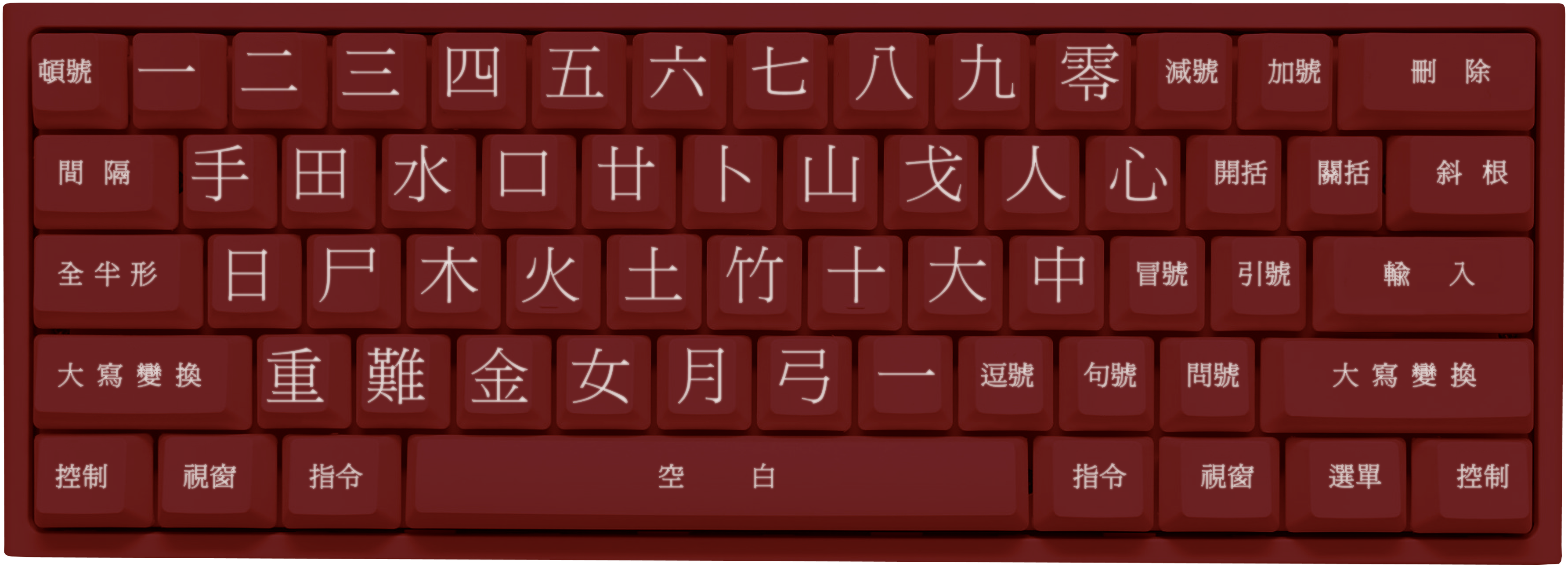
只印上倉頡字根的鍵盤，設計、用色和字體均模仿了本電影中出現的中文電腦鍵盤

### 出现在其它媒介
《明日帝国》是第一部由现任邦德小说家雷蒙·班森改编成书籍的邦德电影。这本书与电影剧本相比有所扩充，增加了一些林慧的内容以及多个没有出现在片中的次要角色。小说中还揭露卡弗是媒体大亨罗弗曼勋爵（Lord Roverman）的儿子，他强逼父亲自杀来接手家族产业。班森之后的多部邦德小说都受到了《明日帝国》的影响，特别是邦德使用的武器由瓦爾特PP手槍换为瓦爾特P99手槍。他在接受采访时表示《明日帝国》是三部邦德小说中自己最满意的作品。
电影还改编成了一款同名第三人称PlayStation电子游戏，于1999年11月16日在美国艺电上发行。不过游戏的评价不佳，网站形容这“实在是个空洞而浅薄的游戏”，而IGN网站则认为这是款平庸之作。

### 佚事
《明日帝国》電影中出現中文電腦鍵盤，上方印的都是中文繁體字，這鍵盤令邦德卻步，只好交由林慧處理。鍵盤上印着的是倉頡輸入法的倉頡字根。它引起了中文圈和外語圈的人留意及討論。